# Lycaena rutilans
Lycaena rutilans är en fjärilsart som beskrevs av Otto Staudinger 1886. Lycaena rutilans ingår i släktet Lycaena och familjen juvelvingar. Inga underarter finns listade i Catalogue of Life.